# Herbert Paschen (Politiker)
Herbert Paschen (* 13. März 1935 in Bochum) ist ein deutscher Politiker (CDU).
Paschen besuchte die Volksschule, das Gymnasium und die Rechtspflegerschule, die heutige Fachhochschule. Nach dem Abitur, machte er die Ausbildung zum Rechtspfleger, erreichte das Rechtspflegerexamen und wurde zum Justizinspektor ernannt, sodass er ab 1959 als Rechtspfleger beim Amtsgericht Norderstedt tätig war.
1955 trat Paschen in die Junge Union ein, 1974 in die CDU. Er war Bürgerliches Mitglied im Ausschuss für Jugend und Sport der Stadt Norderstedt, Stadtvertreter, Stadtrat, Bürgervorsteher der Stadt Norderstedt und Ortsbeiratsvorsitzender. Von 1988 bis 1996 war er Mitglied im Landtag von Schleswig-Holstein.